# 惣領
惣領（そうりょう・総領）とは、跡取り、家督相続予定者のこと。武家においては、一族の指揮者、一地域の全所領知行者（屋形・棟梁）を指す。

## 解説
元々は中世の武家において分割相続が行われた際、その主要な所領や財産を継承した男子のことを指していた。惣領はその他の男子（庶子）や女子を統率して幕府や荘園領主に奉仕していた。これを惣領制と呼んでいた。
ところが、鎌倉時代後期以後、分割相続が困難になると、惣領による単独相続に移行して庶子を家臣化するようになり、所領や財産も含めた諸権利を指す家督の所有者もしくはその継承予定者（大抵は長男）のことを惣領と呼ぶようになっていった。
江戸時代には、旗本・御家人の跡取りを惣領と呼んだが、将軍・諸大名の跡取りは、惣領とは呼ばれず、御嫡あるいは御嫡子と呼ばれた。
もっとも、諸藩の家臣の跡取りを、嫡子と書き表した古文書も多く残っているため、大名の嫡子以外の武家の跡取りを嫡子と呼ぶこともあったものと思われる。
逆に将軍・諸大名の嫡子を、惣領と呼ぶことはなかった。
また、農家や商家では、跡取りを惣領と呼び、嫡子と呼ぶことはなかった。
皇室及び各国王室では、天皇または国王の跡取りを、惣領・嫡子とは呼ばず、その続柄によって皇太子・あるいは皇太弟などと呼ぶ。